# Шахирев, Андрей Иванович
Андрей Иванович Шахирев (1799 — 17 [29] мая 1828, Сургут) — декабрист, поручик Черниговского пехотного полка.

## Биография
Происходил из дворян Санкт-Петербургской губернии. С 18 февраля 1810 года учился в 1-м кадетском корпусе, 25 марта 1816 произведён в унтер-офицеры. 22 декабря 1816 года был выпущен прапорщиком в Московский гренадерский полк, 9 мая 1817 произведён в подпоручики. 18 апреля 1819 года переведён в Черниговский пехотный полк, 15 апреля 1820 произведён в поручики. С 11 декабря 1823 года — адъютант при бригадном командире генерал-майоре Тихановском.
С сентября 1825 года состоял в Обществе соединённых славян — был принят в собрании у Андреевича; знал цель общества (ввести представительное правление), тем не менее, в других собраниях не участвовал, о намерении покушения на жизнь августейших особ императорского дома не знал, не готовил нижних чинов к восстанию.
10 февраля 1826 года по приказу от 5 февраля был арестован по месту службы и 22 февраля доставлен из Могилёва-Белорусского в Петербург на главную гауптвахту; в тот же день переведён в Петропавловскую крепость («посадить по усмотрению и содержать строго») в № 38 Невской куртины.
Осуждён по VIII разряду и по конфирмации 10 июля 1826 года приговорён к ссылке в Сибирь на вечное поселение. Отправлен в Сургут Тобольской губернии; 22 августа 1826 срок сокращён до 20 лет. Находился в затруднительном материальном положении, в связи с чем просил «от казны пропитания» — получал из хлебозапасного магазина солдатский паёк, пользовался квартирой за казённый счёт. Письмом от 17.9.1826 обратился к коллежскому советнику Фёдору Фёдоровичу Лемониусу и его жене Марье Львовне в Тирасполе с просьбой о присылке ему в Сибирь оставшихся у них 4 тыс. руб. его денег, причитавшихся ему по делу с Шостаком; эти деньги были отданы тираспольскому купцу Спиваку, из них 2630 руб. были представлены М. Л. Лемониус для отправки Шахиреву.
Умер в Сургуте.

Государственный преступник Шахирев, находившийся в Сургуте, 16-го числа мая, отлучась от оного в седьмом часу вечера без дозволения сургутского отдельного заседателя с мещанином Силиным версты за четыре для промысла птицы, на другой день 17-го числа, обращаясь в Сургут, умер скоропостижно. По произведенному исследованию отдельный заседатель удостоверяет, что смерть Шахирева последовала от апоплексического удара, объясняя, что он имел и прежде припадки падучей болезни. Хотя не было произведено мертвому телу медицинского свидетельства по неимению там лекаря, но свидетельством находившихся в Сургуте соляного пристава, сотника казачьей команды, мещанского старосты и священника удостоверено, что по наружности на теле Шахирева нет никаких знаков, могущих причинить насильственную смерть, кроме багровых пятен на шее и всем теле— и.д. тобольского гражданского губернатора (цит. по: )
Оставшееся после А. И. Шахирева имущество было передано по распоряжению Главного штаба его двоюродному брату М. Г. Шахиреву, служившему бухгалтером в конторе Кронштадтского порта, и сестре последнего, бывшей замужем за капитан-лейтенантом Остолоповым.

### Семья
Отец — Иван Кононович Шахирев (? — 1819, Одесса), майор.